# Vittorio Emanuele I di Savoia
Vittorio Emanuele I di Savoia (Torino, 24 luglio 1759 - Castello di Moncalieri, 10 gennaio 1824) fu Re di Sardegna dal 1802 al 1821, e pretendente giacobita dal 1819 alla sua morte, avvenuta nel 1824. Dopo la Restaurazione, nel luglio del 1814, costituì il Corpo dei Carabinieri Reali, da cui oggi deriva l'Arma dei Carabinieri, una delle Forze armate d'Italia. Istituì nel 1815 l'Ordine militare di Savoia.

## Biografia

### Giovinezza

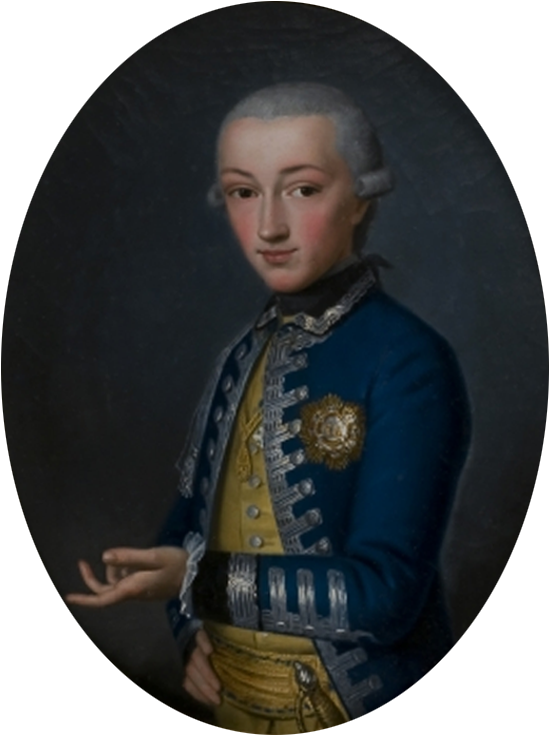
Vittorio Emanuele, duca d'Aosta.

Vittorio Emanuele nacque a Torino il 24 luglio 1759, secondogenito di Vittorio Amedeo III di Savoia e della moglie, Maria Antonia di Spagna; apparteneva a Casa Savoia, discendendo dalle dinastie d'Asburgo, Wittelsbach, Farnese, Borbone e Stuart. Alla nascita fu creato Duca d'Aosta, titolo che prima di lui detenne anche il nonno, Carlo Emanuele III di Sardegna. Similmente ai fratelli, il padre gli costituì un appannaggio costituito dalle città di Chieri e Poirino e dalle località di Riva e Banna, frazione di Poirino, concessogli con lettere patenti datate 3 giugno 1785 con il titolo di principe di Chieri, Poirino, Riva e Banna. Con le medesime lettere patenti gli venne concessa la carica, resa ereditabile dalla sua discendenza, di Gran Balivo della Città e del Ducato di Aosta.
Affidato in un primo tempo alle cure di Elena Ludovica Fresia d’Oglianico, il 31 luglio 1768 cominciò la sua educazione, condotta assieme al fratello Maurizio Giuseppe, duca del Monferrato, sotto la guida del governatore Casimiro Gabaleone di Salmour. L'educazione del Duca d'Aosta fu diversa rispetto a quella dell'erede al trono, il fratello Carlo Emanuele, al quale erano stati accentuati i caratteri religiosi dal precettore Giacinto Sigismondo Gerdil, mentre per Vittorio Emanuele venne impostata un’istruzione più laica. Nonostante ciò, quelli dell’infanzia e dell’adolescenza furono anni trascorsi all’insegna della severità, della rigidezza morale, della chiusura nei confronti delle novità. A tal proposito, nel 1789, il conte Joseph-Thomas d’Espinchal, emigrato francese, scrisse riguardo a Vittorio Emanuele: "E' estremamente brutto e non ci ha dato alcuna idea del suo spirito o del suo carattere".

### Matrimonio

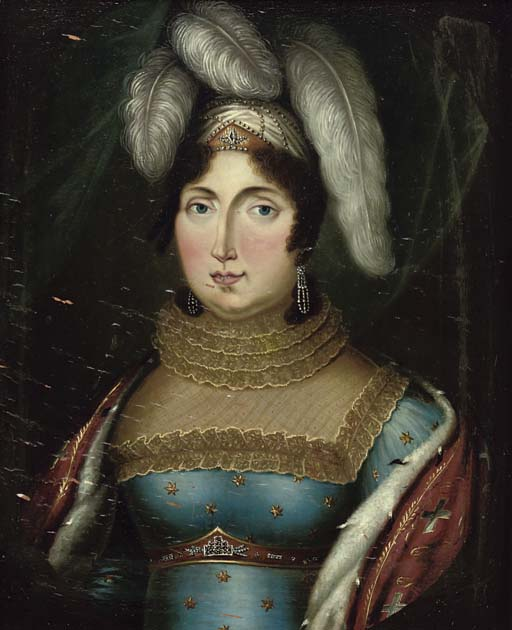
Maria Teresa d'Austria-Este.

Re Vittorio Amedeo III, considerando la sterilità dei principi ereditari, Carlo Emanuele di Savoia e Maria Clotilde di Borbone, sorella di Luigi XVI di Francia, volle assolutamente che il figlio Vittorio Emanuele si sposasse. La scelta ricadde su Maria Teresa d'Austria-Este, figlia di Ferdinando d'Asburgo-Lorena, governatore di Milano e fratello di Giuseppe II del Sacro Romano Impero, e di Maria Beatrice d'Este. L'unione fu ben vista dalla corte austriaca. Definito il contratto il 10 gennaio 1789, le nozze vennero celebrate per procura a Milano il 23 aprile. La ratifica ebbe luogo a Novara, con una cerimonia officiata il 25 aprile dal Vescovo di Torino, Vittorio Maria Costa d’Arignano. La coppia ebbe sette figli:
- Maria Beatrice (1792 - 1840)
- Maria Adelaide (1794 - 1795)
- Carlo Emanuele (1796 - 1799)
- Figlia (1800 - 1801)
- Maria Teresa  (1803 - 1879)
- Maria Anna (1803 - 1884)
- Maria Cristina (1812 - 1836)

### Duca d'Aosta

#### Invasione francese

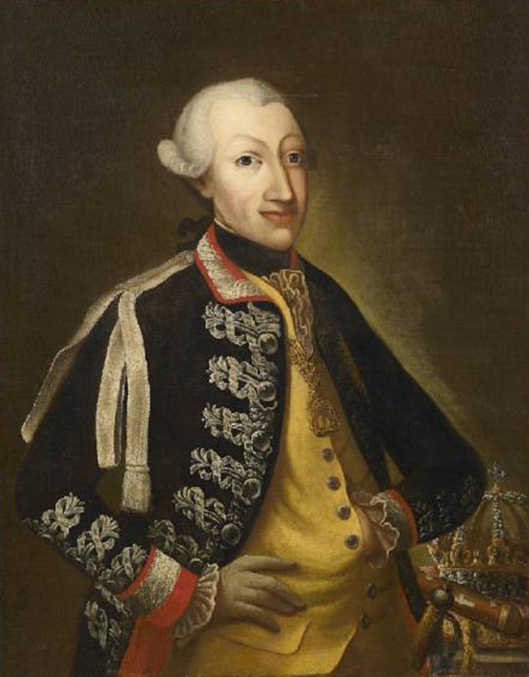
Il Duca Vittorio Emanuele d'Aosta.

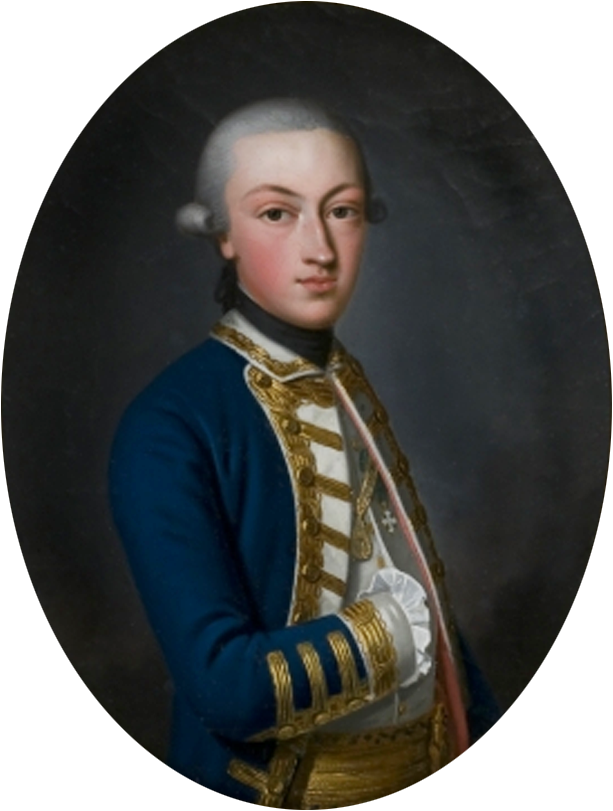
Maurizio Giuseppe di Savoia.

A oscurare l’ingresso solenne dei due sposi nella capitale, fu lo scoppio della Rivoluzione francese; il Palazzo Reale, a Torino, divenne rifugio per molti emigrati francesi come Luigi Giuseppe, principe di Condé, a Carlo Filippo, conte d’Artois, futuro Carlo X di Francia e cognato di Vittorio Emanuele, in quanto marito della sorella Maria Teresa di Savoia. Rifiutata nel 1792 l’alleanza difensiva e offensiva con la Francia rivoluzionaria contro l’Austria, il Regno di Sardegna fu invaso e perdette il Ducato di Savoia e la Contea di Nizza. Durante questo periodo, emersero alcune spaccature nella Famiglia reale: il Duca d’Aosta, tenuto lontano dalle decisioni politiche, cominciò a maturare assieme ai fratelli minori Maurizio Giuseppe, Carlo Felice e Giuseppe Benedetto, una specie di fronda, una conventicola familiare denominata fradlansa, fratellanza in piemontese, nei confronti del debole erede al trono, unico principe a essere ammesso al Consiglio della Corona. Quando cominciò il conflitto, le condizioni di salute e l’educazione ricevuta non permisero all’erede Carlo Emanuele di vestire la divisa. A partire per la Guerra delle Alpi, furono invece i Duchi d’Aosta, di Monferrato e del Genevese, ovvero Vittorio Emanuele, Maurizio Giuseppe e Carlo Felice.

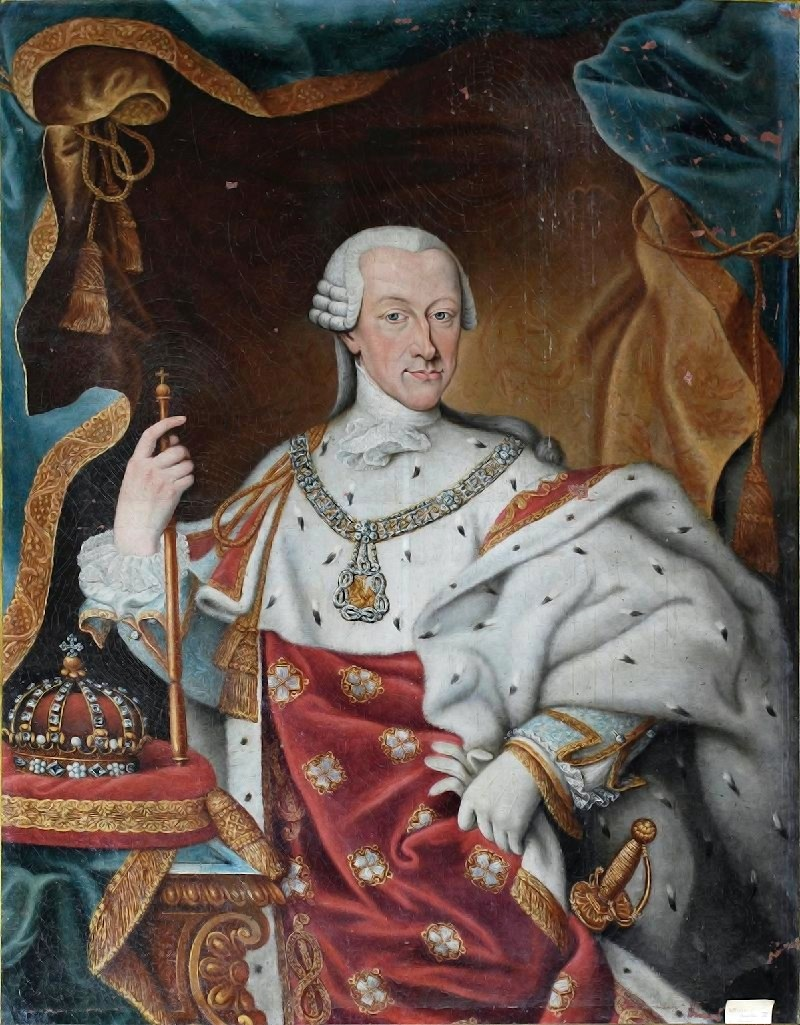
Vittorio Amedeo III di Savoia.

Nel durante gli scontri contro la Francia, il 6 dicembre 1792 nacque la primogenita di Vittorio Emanuele, Maria Beatrice. Poco dopo, nel 1793, il Duca d’Aosta affiancò il generale austriaco Michelangelo Alessandro Colli nella valle Stura di Demonte per tentare di recuperare il Nizzardo, ma la campagna militare fu favorevole ai francesi, che presero il Colle dell’Argentera. L’anno successivo, il 6 gennaio 1794, Vittorio Amedeo III affidò il comando supremo delle operazioni al generale austriaco Joseph Nikolaus De Vins. La decisione, contrastata da Vittorio Emanuele, non portò a risultati positivi. La firma di un trattato tra il Regno di Sardegna e l’Impero asburgico il 23 maggio, fu tutto a vantaggio di quest’ultimo, poiché all’Austria era assicurata in caso di vittoria la retrocessione dei territori al confine con il Milanese. Venne comunque garantito a Vittorio Emanuele il comando di una linea di difesa, tra il Monviso e le Alpi Levanne. Spintosi in profondità nella val Pellice e costretto a ripiegare a causa dello sfondamento francese al forte di Mirabouc, dovette assistere impotente alla disfatta. Usciti dalla coalizione Toscana, Prussia e Spagna, il 23 novembre 1795 i francesi ebbero la meglio sugli austro-piemontesi a Loano; l’anno successivo le truppe rivoluzionarie, al comando di Napoleone Bonaparte, dilagarono nel basso Piemonte: a Vittorio Amedeo III non restò che firmare Armistizio di Cherasco il 28 aprile. Vittorio Emanuele aveva rifiutato fermamente il consiglio del generale francese François Christophe Kellermann di convincere il padre a firmare con il Direttorio una alleanza offensiva e difensiva.

#### Esilio

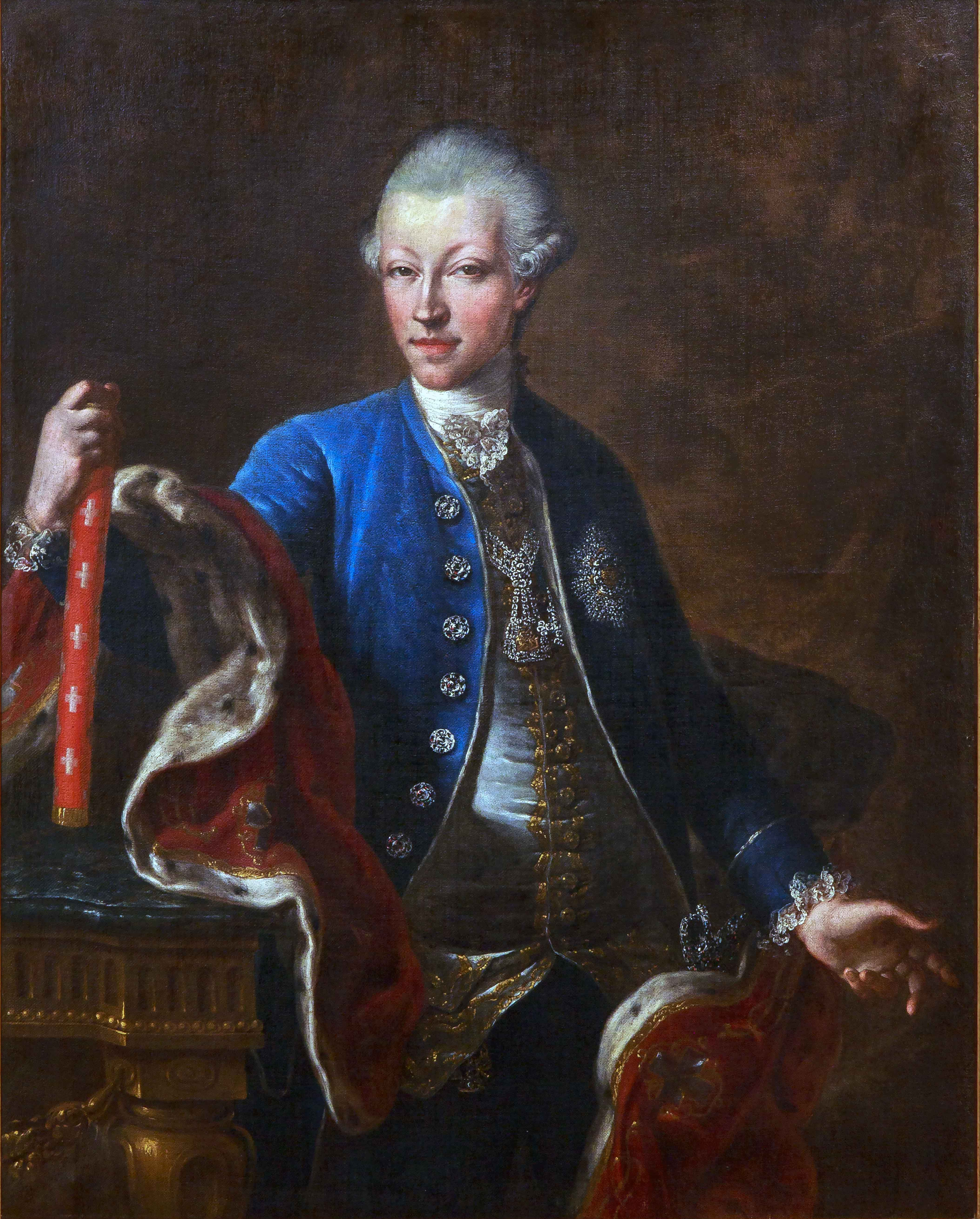
Carlo Emanuele IV di Savoia.

Morto il padre Vittorio Amedeo III, il primogenito ascese al trono come Carlo Emanuele IV il 16 ottobre 1796; il nuovo sovrano firmò il 25 febbraio 1797 un’alleanza con la Francia, contro l’Austria. Dissociandosi dall’iniziativa e rifiutandosi, come Generale dell’Esercito, di mettere in assetto l’armata per i nuovi scopi militari, il Duca d’Aosta diede le dimissioni dall’alto comando. Entrato in sospetto ai francesi, ormai sul punto di cacciare i Savoia, Vittorio Emanuele prima si oppose alla consegna della cittadella di Torino, poi intimò Carlo Emanuele IV a resistere contro l’imposizione del Direttorio alla rinuncia delle provincie della terraferma, ovvero l'odierno Piemonte e la Valle d'Aosta. Il Re, sotto la minaccia di un bombardamento di Torino, cedette alla volontà dei francesi e il 9 dicembre 1798 firmò l’atto di capitolazione. Vittorio Emanuele fu obbligato a controfirmare la decisione del fratello. Vittorio Emanuele e la famiglia reale dovettero così lasciare la capitale sabauda, recandosi a Livorno per poi raggiungere la Sardegna. Ribellatosi alla volontà dei francesi di trattenerlo ostaggio in Toscana, il Duca d'Aosta sbarcò a Cagliari il 3 marzo 1799, dove assunse il comando supremo dell’Esercito, in veste di Governatore del Capo meridionale e della Gallura. Giunta la notizia che le armate austro-russe, al comando del generale Aleksandr Vasil′evič Suvorov, erano entrate a Torino il 26 maggio, la famiglia reale fu pronta a ripartire; fu grazie alla Russia, al tempo in opposizione all'Austria che era bramosa di riottenere il Novarese e l’Alessandrino, che i Duchi d’Aosta poterono rientrare, che salparono la settimana successiva da Cagliari. Giunti a Livorno, proseguirono per Pisa e Firenze con l’intenzione di raggiungere rapidamente il Piemonte. Entrato negli ex domini sabaudi, Vittorio Emanuele fu però raggiunto ad Alessandria dal divieto formale austriaco di recarsi a Torino. In attesa degli eventi, decise di stabilirsi a Vercelli, dove venne raggiunto dalla notizia della morte dell’amato fratello Maurizio Giuseppe, duca del Monferrato, avvenuta ad Alghero il 2 settembre 1799.
La Francia però intraprese la Seconda campagna militare in Italia: le truppe francesi invasero il Piemonte dal Gran San Bernardo, di conseguenza Vittorio Emanuele e la moglie Maria Teresa scapparono a Genova, in mano agli austriaci. Ricevuta la notizia della vittoria di Napoleone a Marengo, sotto la protezione inglese salparono alla volta di Livorno ma anche lì il soggiorno fu interrotto per la discesa in Toscana dei francesi. Giunti a Portoferraio nell’ottobre del 1800, si trasferirono a Napoli dove si ricongiunsero a Carlo Emanuele IV, rifugiatosi alla corte del re Ferdinando di Borbone. Per il Duca Vittorio Emanuele non fu un buon periodo, sia a causa della situazione bellica, la diplomazia e la politica deludente del fratello, ma anche a causa del fatto che la Duchessa Maria Teresa partorì una figlia, alla fine del 1800, che morì solo quindici giorni dopo v.

### Re di Sardegna

#### Ascesa al trono

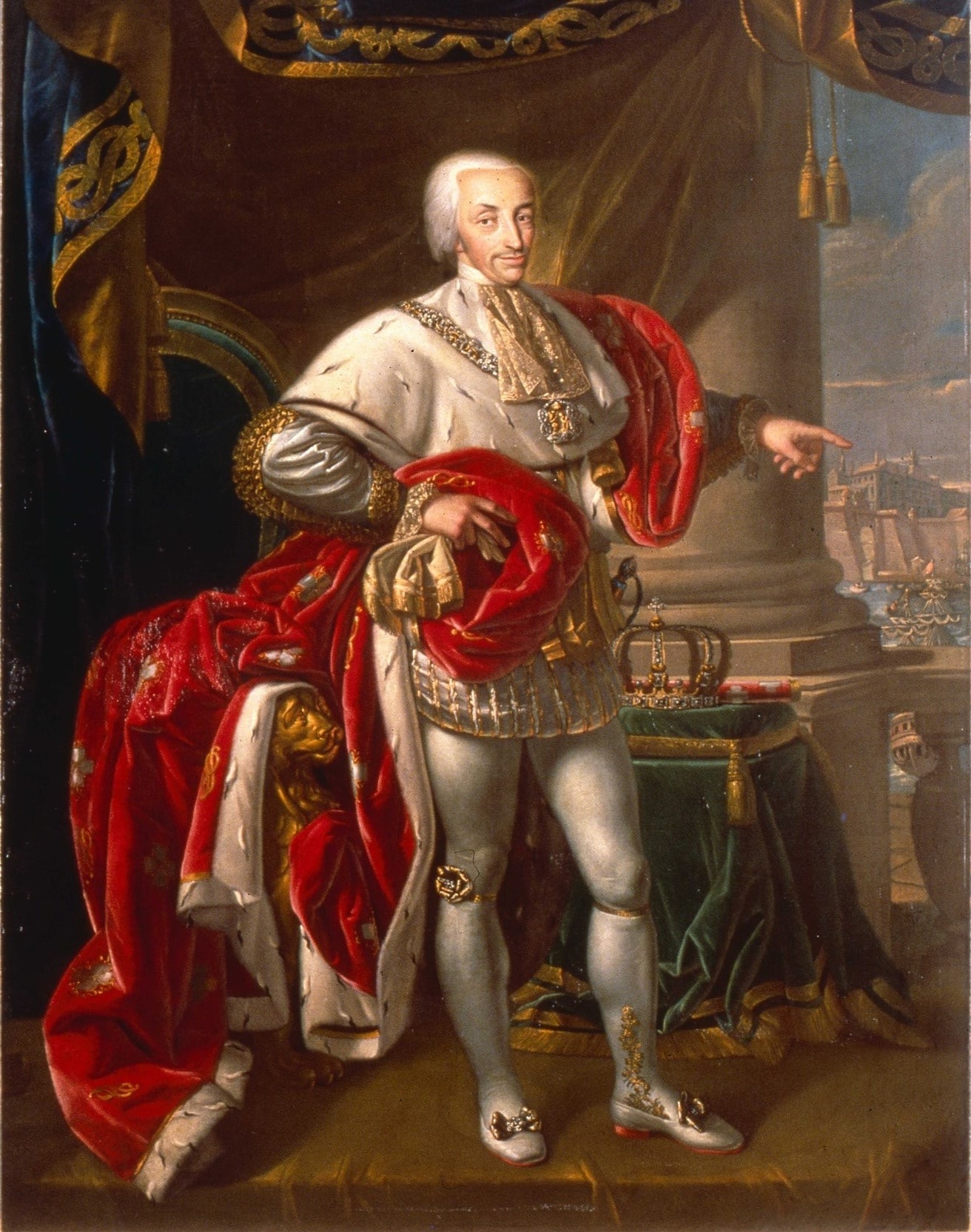
Vittorio Emanuele I di Savoia.

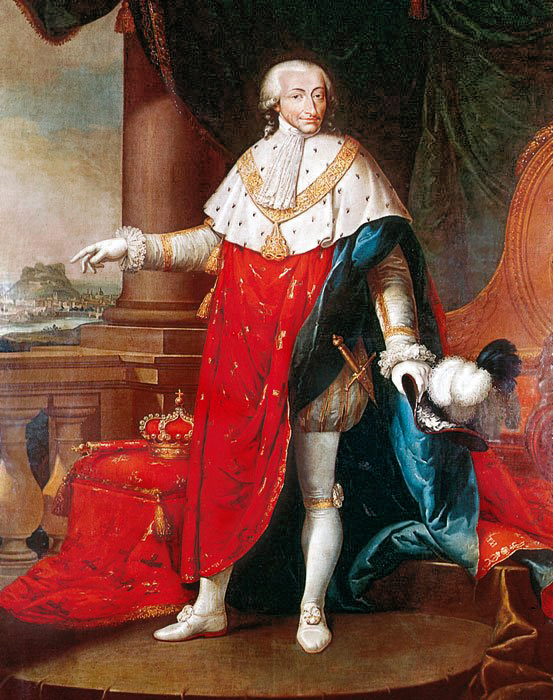
Dipinto di Vittorio Emanuele I.

Quando Maria Clotilde di Borbone, regina di Sardegna, morì il 7 marzo 1802, re Carlo Emanuele IV, in esilio a Roma, decise di abdicare il 4 giugno dello stesso anno; così il fratello minore, Duca d'Aosta, gli successe l'8 giugno 1802 come Vittorio Emanuele I. L'atto fu siglato a Napoli. Osteggiato contemporaneamente dai francesi e dagli austriaci, ma sostenuto dalla Russia, dalla Gran Bretagna e dal Portogallo, alla morte del fratello Giuseppe Benedetto, conte di Moriana e governatore di Sassari, avvenuta il 29 ottobre 1802, Vittorio Emanuele I decise di non rientrare in Sardegna, destinando il governatorato a Carlo Francesco Thaon di Revel, in sostituzione al principe Carlo Felice di Savoia. L'isola sarda al tempo era divenuta una terra traviata dalla plaga feudale, dalle scorrerie dei contrabbandieri e dei barbareschi, dalle manovre dei fuoriusciti sardi aderenti ai disegni francesi di conquista. Morti i fratelli minori ed essendo padre di solo figlie femmine, il Re convinse il fratello Carlo Felice a contrarre matrimonio con Maria Cristina di Borbone, figlia del re Ferdinando di Napoli e Sicilia, onde assicurare una successione alla dinastia. In mezzo a problemi finanziari a non finire e speranzoso di ottenere dalla Russia uno Stato a compensazione di quello perduto, fosse anche con la cessione della Sardegna, decise di restare nello Stato pontificio, fino a che, deluso per il comportamento acquiescente di Papa Pio VII in occasione dell'incoronazione di Napoleone, si trasferì nuovamente a Napoli. Alla corte dei Borbone, nutrì invano l’idea di partecipare alla Guerra della Terza coalizione alla testa di una legione sarda o italiana, finanziata dagli anglo-russi. Dopo la vittoria napoleonica ad Austerlitz e la fuga dei Borbone da Napoli, non gli restò altra scelta, nel febbraio del 1806, che andare in Sardegna, dopo sei anni di assenza.
Sull’isola, oltre a concentrarsi sull’amministrazione del territorio e sulla difesa delle coste con l’organizzazione di una flotta navale, ebbe il tempo non solo di preparare il matrimonio del fratello Carlo Felice, celebrato a Palermo il 5 aprile 1807, ma anche di progettare tra il 1808 e il 1809 alleanze in triangolazione con Austria, Gran Bretagna e corte borbonica in Sicilia, al fine di riconquistare manu militari le terre avite. Il 20 giugno 1812, la primogenita Maria Beatrice sposò l'arciduca Francesco d'Asburgo-Este, suo zio materno, a Cagliari il 20 giugno 1812; le nozze furono occasione per la Gran Bretagna di valutare la possibilità, presto sfumata, di una riscossa antinapoleonica che partisse dall’isola al comando del futuro Duca di Modena. Vittorio Emanuele I fu a traino degli eventi che si consumarono in Europa nel 1814.

#### Rientro a Torino

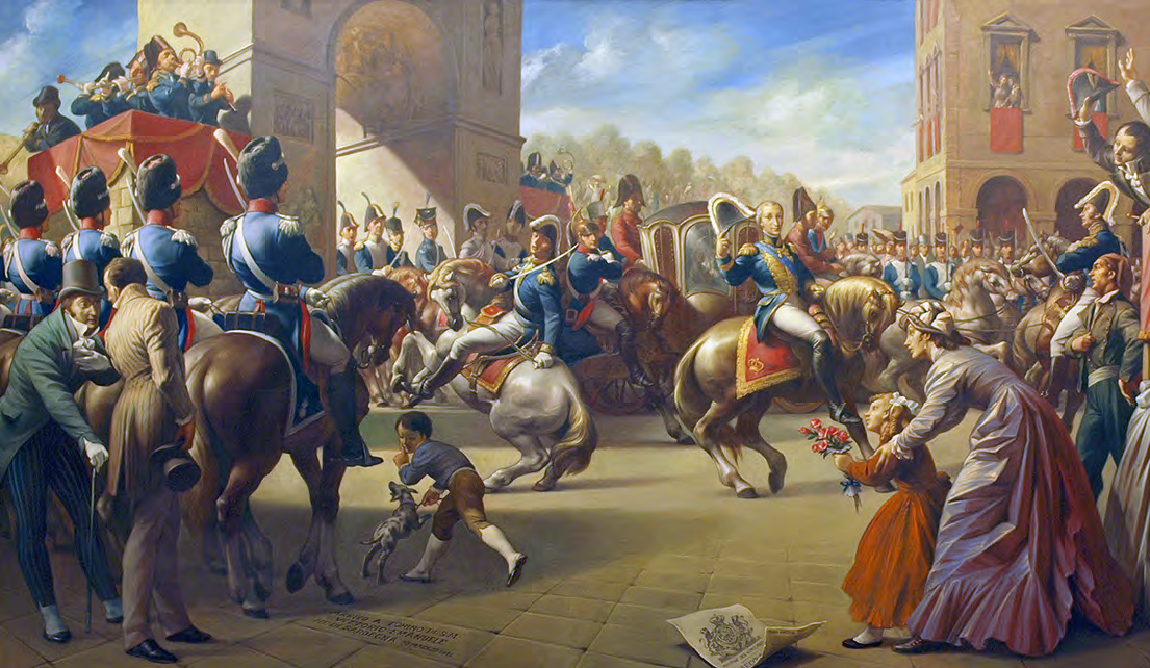
Vittorio Emanuele ritorna a Torino.

Caduto Bonaparte e sbarcato William Bentinck a Genova, preparò il suo ritorno a Torino, che avvenne solennemente il 20 maggio, come ricordato da un testimone d’eccezione, Massimo d’Azeglio: "Ho presente benissimo il gruppo del Re col suo stato maggiore. Vestiti all’uso antico colla cipria, il codino e certi cappelli alla Federico II, tutt’insieme erano figure abbastanza buffe [...] Il buon re con quella sua faccia [...] un po’ da babbeo ma altrettanto di galantuomo [...] girò fino al toccò dopo mezzanotte passo passo le vie di Torino, fra gli evviva della folla". Il giorno seguente, Vittorio Emanuele I abolì la codificazione francese e richiamò "l’osservanza delle regie costituzioni e delle altre provvidenze emanate sino all’epoca del 23 giugno 1800" (regio editto, 21 maggio 1814: Raccolta di regi editti, proclami, manifesti ed altri provvedimenti de’ magistrati ed uffizi, I, Torino 1814, pp. 20-22). 

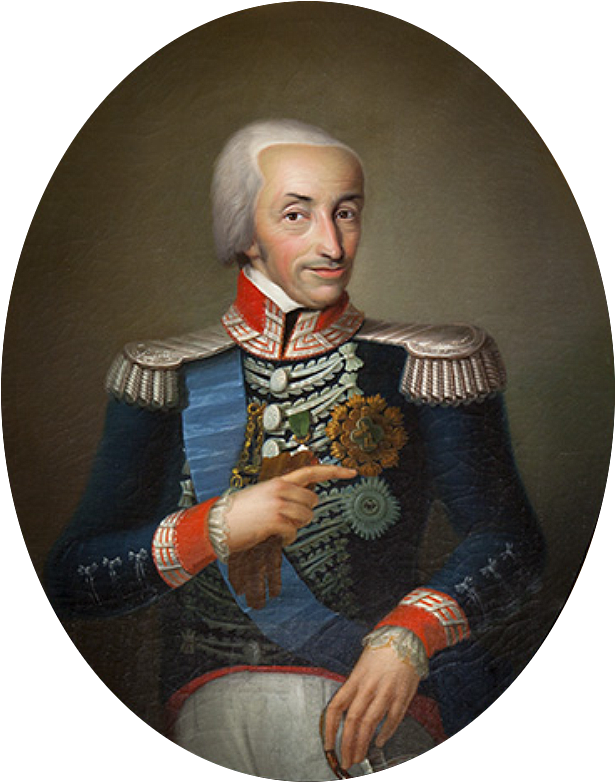
Re Vittorio Emanuele di Sardegna.

Cominciava il tentativo, destinato però a fallire, di cancellare il periodo rivoluzionario francese e quello napoleonica, con la formazione di un governo sul modello dell'Antico regime, costituito all’inizio da soli tre ministeri e affidato a uomini rimasti lontani dalla politica durante l'occupazione francese; agli Esteri fu chiamato Alessandro Vallesa di Martiniana, alla Guerra Giuseppe Mussa, agli Interni Carlo Cerruti di Castiglione Falletto, quest’ultimo fautore di una Restaurazione a oltranza, ma incapace, e dunque sostituito, nel settembre, da Gerolamo Vidua di Conzano. Il sovrano si dedicò intanto a riorganizzare l’esercito, richiamando in servizio nove reggimenti. Emanò la legge reale "regie patenti" del 13 luglio 1814 con la quale fu istituito il Corpo dei Carabinieri Reali, unità militare con compiti di polizia, oggi l'Arma dei Carabinieri: da un punto di vista militare, si trattava di un corpo di fanteria leggera (con una componente di cavalleria), e dunque più elitario rispetto ad un corpo di fanteria di linea; il primo personale arruolato fu, infatti, selezionato nell'eccellenza dei reparti piemontesi, perciò venne considerato un corpo d'élite. Il loro primo generale fu Giuseppe Thaon di Revel, chiamato a ricoprire la più alta carica del corpo il 13 agosto 1814. Aprì poi l’Accademia militare di Torino tramite le regie patenti, 2 novembre 1815. Nonostante nella scelta degli ufficiali fossero stati privilegiati giovani nobili a scapito di coloro che avevano fatto esperienza tra le file francesi, l’armata diede buona prova di sé in occasione della Campagna dei Cento giorni. Vittorio Emanuele I istituì per l’occasione, il 14 agosto 1815, l’Ordine militare di Savoia. In diplomazia era invece subito emersa la necessità di addivenire a compromessi: il Re inviò al Congresso di Vienna, Filippo Asinari di San Marzano, già al servizio di Napoleone, il quale riuscì a ottenere, l’8 giugno 1815, l’annessione dell’ex Repubblica di Genova al Regno di Sardegna, il quale otteneva così un accesso decisamente più ampio sul mare.

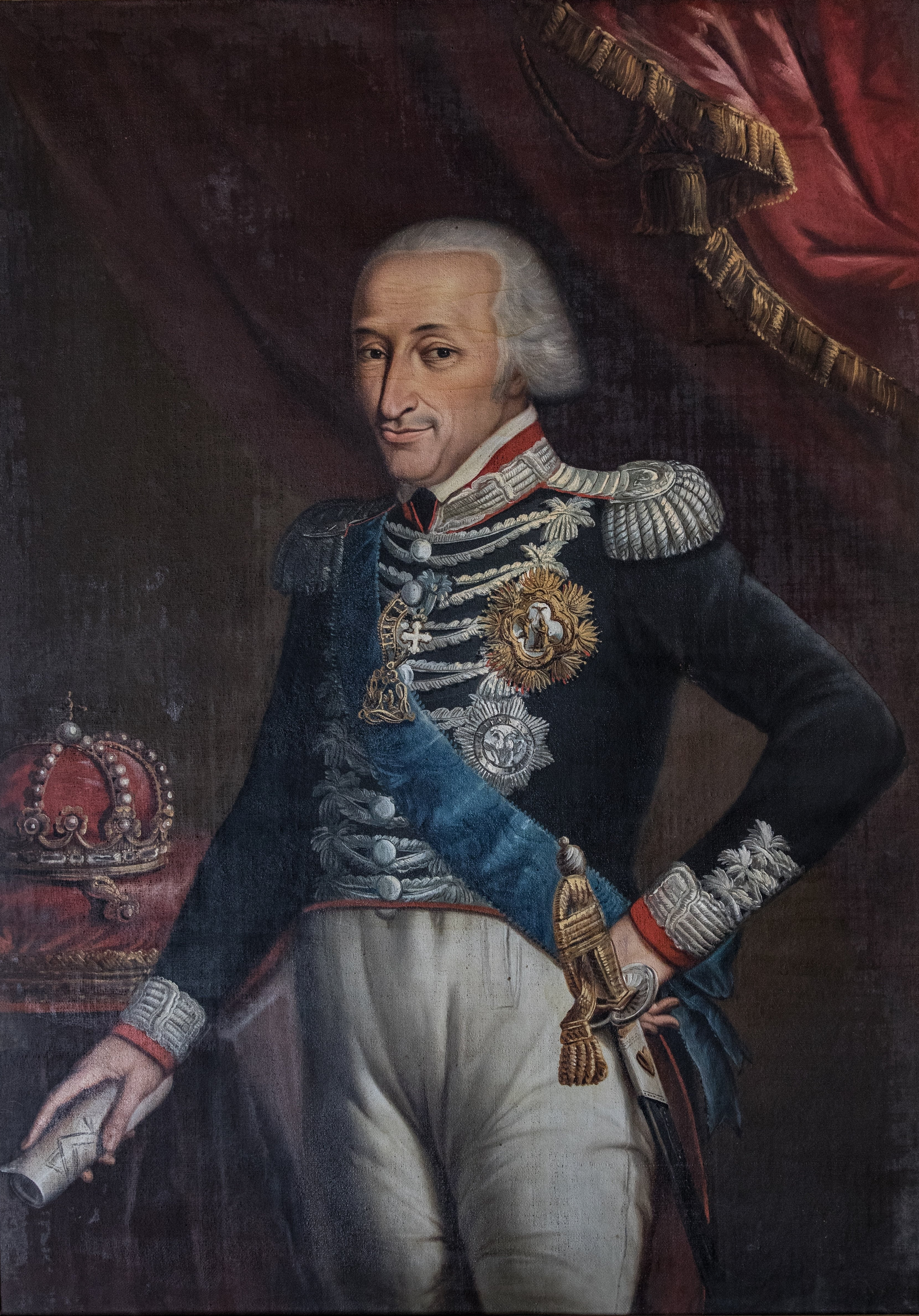
Re Vittorio Emanuele I.

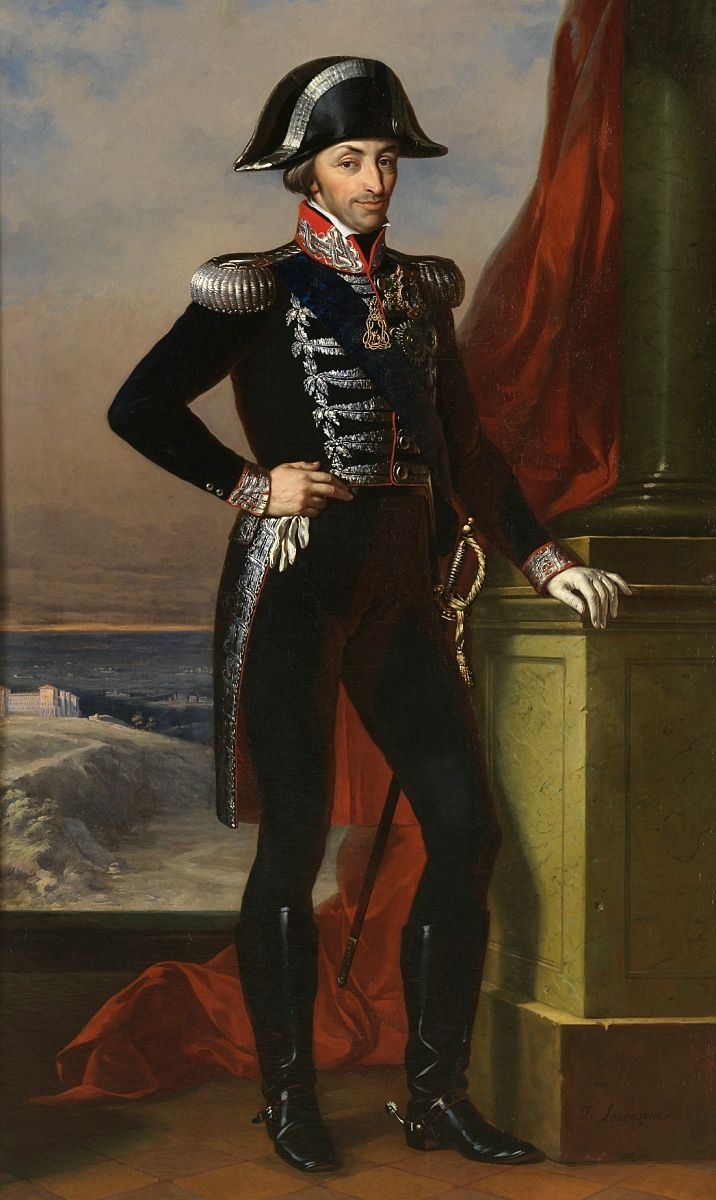
Il Re in uniforme militare dei Carabinieri Reali.

Con la morte del fratello Carlo Emanuele, Vittorio Emanuele divenne pretendente al trono giacobito: con l'abdicazione forzata di Giacomo II d'Inghilterra e Scozia nel 1688, nacque la linea di successione giacobita, che deve il suo nome dal re Giacomo Stuart e che prevedeva la pretesa al trono britannico da parte degli Stuart. Dopo la morte del sovrano, si successero Giacomo Francesco Edoardo Stuart, figlio di Giacomo II e di Maria di Modena, figlia di Alfonso IV d'Este, Carlo Edoardo Stuart e Enrico Benedetto Stuart, arcivescovo cattolico. Quest'ultimo, nel suo testamento, stabilì che i diritti ai troni d'Inghilterra e di Scozia passassero a Carlo Emanuele IV di Savoia, in quanto suo parente più prossimo, e ai suoi discendenti. Dopo la morte di re Vittorio Emanuele I, i titoli venne ereditati dalla primogenita Maria Beatrice e poi, morta questa nel 1840, dal nipote Francesco V di Modena.
Una volta che il Regno di Sardegna fu designato dalle potenze come stato cuscinetto tra l'Impero asburgico e la Francia borbonica, Vittorio Emanuele I poté dedicarsi alla politica interna, procedendo, tra il 1814 e il 1818, in numerosi campi, ad una restaurazione integrale: in ambito sociale ed ecclesiastico, abolì i diritti civili e politici per ebrei e valdesi, riorganizzò le diocesi, ristabilì la Compagnia di Gesù ripristinando ordini e congregazioni, richiamò in vigore maggiorascati e fedecommessi, stabilì un risarcimento per coloro che erano stati danneggiati dagli incameramenti di beni da parte dei francesi. In ambito amministrativo abolì tutti i dipartimenti dell’epoca napoleonica ricostituendo le antiche divisioni militari e le intendenze suddivise in province. In ambito giudiziario organizzò sul territorio i tribunali di prefettura facenti capo agli antichi Senati di Piemonte, Nizza e Chambéry con l’aggiunta di Genova. Stabilì invece numerosi cambiamenti a livello di Governo centrale: dal ministero degli Interni nacquero quelli delle Finanze, Polizia e degli affari di Sardegna. Dal ministero della Guerra nacque quello della Marina. Innovazioni di impronta conservatrice, ma ispirate anche dalla ricerca di equilibri e caute aperture. Il ministero degli Interni passò da Guglielmo Borgarelli, in carica dal 1816, all’ex napoleonico Prospero Balbo, in carica dal 1819. Il ministero delle Finanze fu affidato al genovese Gian Carlo Brignole, mentre quello degli Esteri transitò nel 1817 da Vallesa di Martiniana ad Asinari di San Marzano, già al ministero della Guerra e riformatore dell’Esercito. All’interno del Consiglio di conferenza, organo consultivo dei ministri che dal 1817 cominciò a riunirsi settimanalmente alla presenza del re, Balbo assunse un ruolo da protagonista ottenendo da Vittorio Emanuele I la nomina di una commissione per la revisione della legislazione civile e penale. All’interno del Consiglio di conferenza, organo consultivo dei ministri che dal 1817 cominciò a riunirsi settimanalmente alla presenza del re, Balbo assunse un ruolo da protagonista ottenendo da Vittorio Emanuele I la nomina di una commissione per la revisione della legislazione civile e penale.

#### Moti liberali (1820 - 1821)

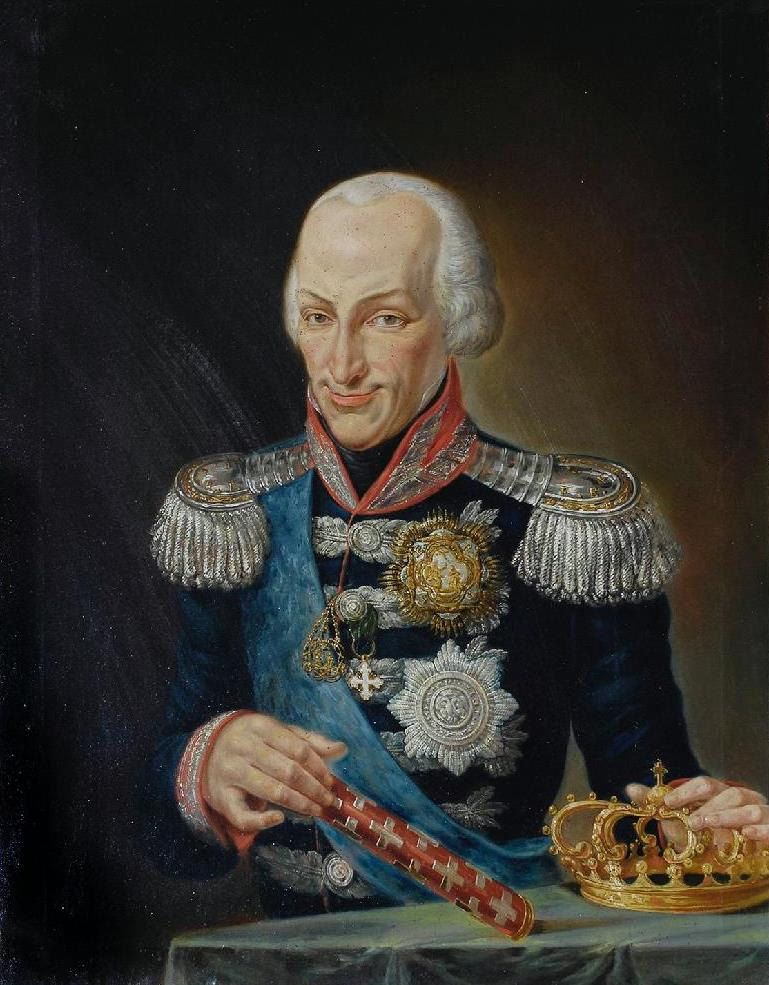
Vittorio Emanuele I di Savoia.

Tale iniziativa di riforma in senso cautamente moderato della monarchia venne tuttavia completamente rivoltata dallo scoppio dei Moti liberali nel marzo del 1821, che vide implicato il giovane Carlo Alberto di Savoia Carignano, cugino lontano del Re, erede presuntivo della Corona, sottratto da Vittorio Emanuele I alla madre Maria Cristina Albertina di Sassonia-Curlandia, per educarlo sotto la sua tutela. Sull’affezione del re Vittorio Emanuele nei confronti del lontano cugino Carlo Alberto, non vi sono dubbi: organizzò il suo matrimonio, celebrato a Firenze il 30 settembre 1817, con Maria Teresa d’Asburgo-Toscana, figlia di Ferdinando III di Toscana, e tenne al fonte battesimale il 14 marzo 1820, il suo primogenito Vittorio Emanuele, destinato a cingere nel 1861 la corona d’Italia.

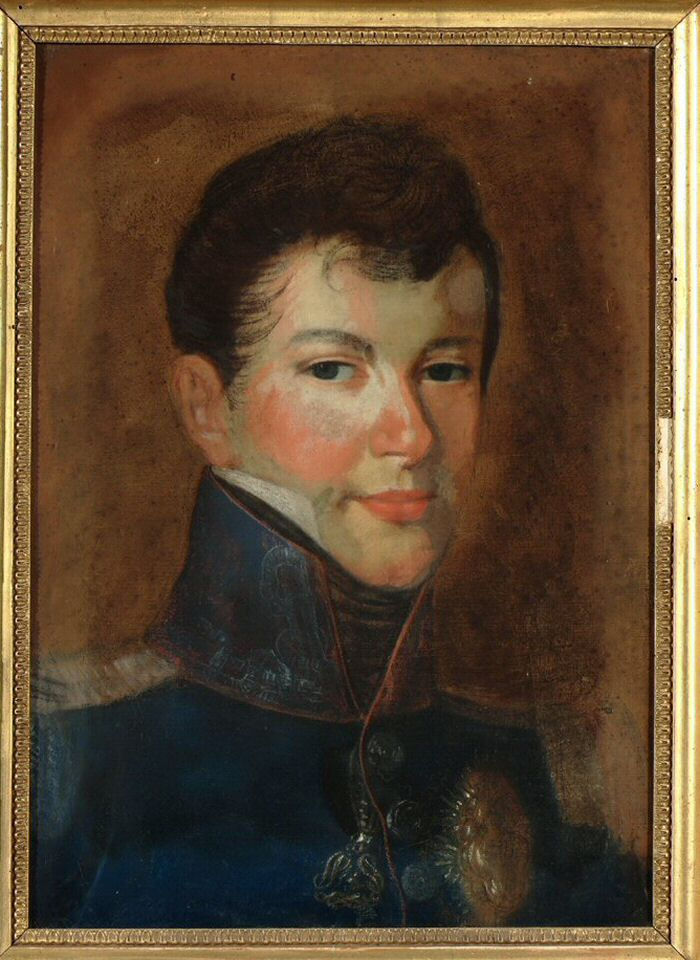
Carlo Alberto di Savoia-Carignano

Tuttavia la rigida disciplina imposta a Carlo Alberto, non riuscì a soffocare gli entusiasmi liberali del Principe Carignano: Il 6 marzo 1821 Carlo Alberto si fece mediatore tra i congiurati Santorre di Santarosa, Carlo Emanuele Asinari di San Marzano, Guglielmo Moffa di Lisio, Giacinto Provana di Collegno e il Re, il quale senza mezzi termini manifestò l’assoluta contrarietà all’idea di concedere una costituzione e di dichiarare guerra all’Austria. Trasferitosi al Castello di Moncalieri, venne a sapere dell’insurrezione di Alessandria, l'11 marzo, e di Torino, il 12 marzo. Riunito un consiglio di conferenza allargato, vista l’impossibilità di venire incontro alle richieste degli insorti senza scongiurare l’intervento militare della Santa Alleanza, creata in seguito al Congresso di Vienna di cui facevano parte Austria, Prussia e Russia, Vittorio Emanuele I, già minato nella salute, decise di abdicare al trono nella notte tra il 12 e il 13 marzo. A succedergli fu il fratello Carlo Felice che però in quel momento era a Modena, e di conseguenza fu istituita una Reggenza, retta da Carlo Alberto di Savoia. Il nuovo Re di Sardegna partì all’alba assieme alla moglie e alla figlia Maria Cristina per Nizza, dove giunse il 20 marzo. Rifiutata la proposta di risalire sul trono lanciatagli da più parti, Vittorio Emanuele lasciò il Regno e si trasferì prima a Modena e poi a Lucca, ospite delle figlie, rispettivamente di Maria Beatrice, duchessa di Modena, e di Maria Teresa, duchessa di Lucca.

### Morte
Rientrato in Piemonte nella primavera del 1822, si ritirò a vita privata nel Castello di Moncalieri, dove si spense il 10 gennaio 1824. Venne sepolto nella Cripta reale di Superga e nel 1885 gli venne innalzata una statua, eseguita nel 1849 da Giuseppe Gaggini, di fronte alla Chiesa della Gran Madre di Dio, il Pantheon eretto durante la Restaurazione, a Torino, su progetto di Ferdinando Bonsignore per il rientro del sovrano nel regno.

## Carattere e immagine storica
Questo è il giudizio conclusivo che diede di lui il giornalista e storico Indro Montanelli:

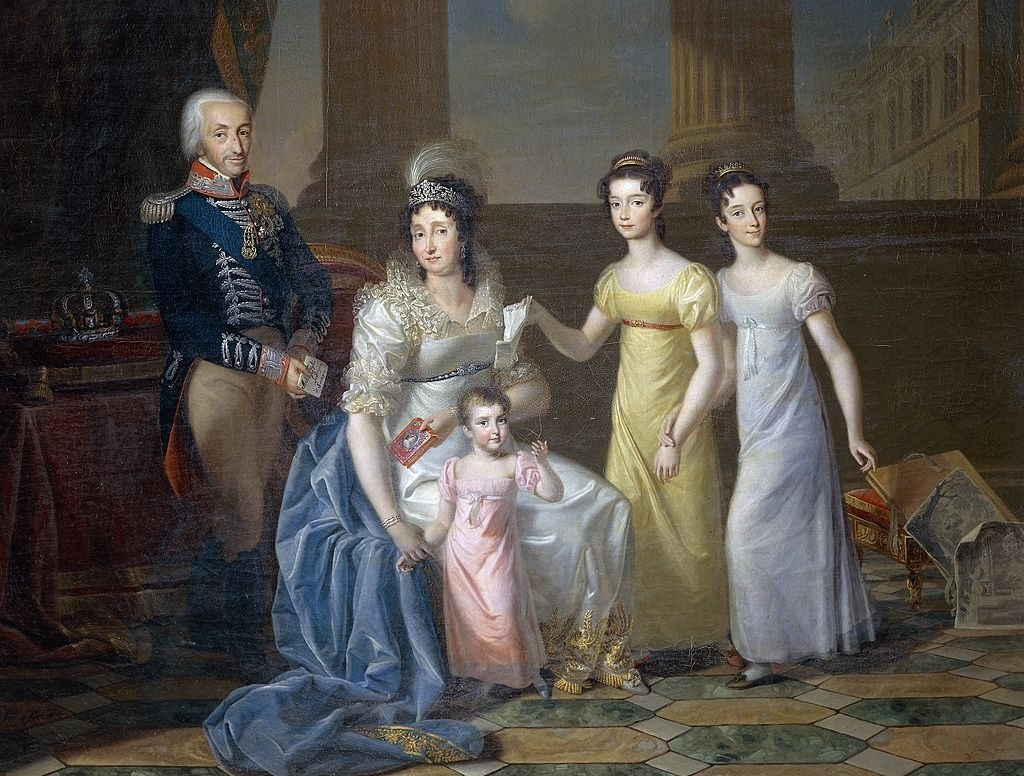
Da sinistra: Vittorio Emanuele, Maria Teresa, Maria Cristina e le gemelle, Maria Teresa e Maria Anna.

(Indro Montanelli, L'Italia Giacobina e Carbonara, p. 305)
Fu detto "il Tenacissimo".

## Discendenza
Vittorio Emanuele e Maria Teresa d'Asburgo-Este ebbero cinque figli:
- Maria Beatrice, che sposò Francesco IV, arciduca d'Austria e duca di Modena;
- Carlo Emanuele, che morì di vaiolo
- Maria Adelaide, morta ad un anno
- Figlia morta dopo quindici giorni
- Maria Teresa, che sposò Carlo II di Parma;
- Maria Anna, che sposò Ferdinando I d'Austria;
- Maria Cristina, che sposò Ferdinando II delle Due Sicilie.

## Ascendenza
|                                       |                        |                                              | Genitori                                            |  |  | Nonni |  |  | Bisnonni           |  |  | Trisnonni         |  |
|                                       |                        |                                              |                                                     |  |  |       |  |  | Vittorio Amedeo II |  |  | Carlo Emanuele II |  |
|                                       |                        |                                              |                                                     |  |  |       |  |  | Vittorio Amedeo II |  |  | Carlo Emanuele II |  |
|                                       |                        | Maria Giovanna Battista di Savoia-Nemours    |                                                     |  |  |       |  |  | Vittorio Amedeo II |  |  |                   |  |
| Carlo Emanuele III                    |                        |                                              |                                                     |  |  |       |  |  | Vittorio Amedeo II |  |  |                   |  |
|                                       |                        | Anna Maria d'Orléans                         | Filippo I di Borbone-Orléans                        |  |  |       |  |  |                    |  |  |                   |  |
|                                       |                        | Anna Maria d'Orléans                         | Filippo I di Borbone-Orléans                        |  |  |       |  |  |                    |  |  |                   |  |
|                                       |                        | Anna Maria d'Orléans                         | Enrichetta d'Inghilterra                            |  |  |       |  |  |                    |  |  |                   |  |
| Vittorio Amedeo III                   |                        | Anna Maria d'Orléans                         |                                                     |  |  |       |  |  |                    |  |  |                   |  |
|                                       |                        | Ernesto Leopoldo d'Assia-Rheinfels-Rotenburg | Guglielmo d'Assia-Rotenburg                         |  |  |       |  |  |                    |  |  |                   |  |
|                                       |                        | Ernesto Leopoldo d'Assia-Rheinfels-Rotenburg | Guglielmo d'Assia-Rotenburg                         |  |  |       |  |  |                    |  |  |                   |  |
|                                       |                        | Ernesto Leopoldo d'Assia-Rheinfels-Rotenburg | Maria Anna di Löwenstein-Wertheim                   |  |  |       |  |  |                    |  |  |                   |  |
| Polissena d'Assia-Rheinfels-Rotenburg |                        | Ernesto Leopoldo d'Assia-Rheinfels-Rotenburg |                                                     |  |  |       |  |  |                    |  |  |                   |  |
|                                       |                        | Eleonora di Löwenstein-Wertheim-Rochefort    | Massimiliano Carlo di Löwenstein-Wertheim-Rochefort |  |  |       |  |  |                    |  |  |                   |  |
|                                       |                        | Eleonora di Löwenstein-Wertheim-Rochefort    | Massimiliano Carlo di Löwenstein-Wertheim-Rochefort |  |  |       |  |  |                    |  |  |                   |  |
|                                       |                        | Eleonora di Löwenstein-Wertheim-Rochefort    | Polissena von Lichtenberg und Belasi                |  |  |       |  |  |                    |  |  |                   |  |
| Vittorio Emanuele I                   |                        | Eleonora di Löwenstein-Wertheim-Rochefort    |                                                     |  |  |       |  |  |                    |  |  |                   |  |
|                                       | Luigi, il Gran Delfino | Luigi XIV di Francia                         |                                                     |  |  |       |  |  |                    |  |  |                   |  |
|                                       | Luigi, il Gran Delfino | Luigi XIV di Francia                         |                                                     |  |  |       |  |  |                    |  |  |                   |  |
|                                       | Luigi, il Gran Delfino | Maria Teresa d'Asburgo                       |                                                     |  |  |       |  |  |                    |  |  |                   |  |
| Filippo V di Spagna                   | Luigi, il Gran Delfino |                                              |                                                     |  |  |       |  |  |                    |  |  |                   |  |
|                                       |                        | Maria Anna Vittoria di Baviera               | Ferdinando Maria di Baviera                         |  |  |       |  |  |                    |  |  |                   |  |
|                                       |                        | Maria Anna Vittoria di Baviera               | Ferdinando Maria di Baviera                         |  |  |       |  |  |                    |  |  |                   |  |
|                                       |                        | Maria Anna Vittoria di Baviera               | Enrichetta Adelaide di Savoia                       |  |  |       |  |  |                    |  |  |                   |  |
| Maria Antonia di Borbone-Spagna       |                        | Maria Anna Vittoria di Baviera               |                                                     |  |  |       |  |  |                    |  |  |                   |  |
|                                       |                        | Odoardo II Farnese                           | Ranuccio II Farnese                                 |  |  |       |  |  |                    |  |  |                   |  |
|                                       |                        | Odoardo II Farnese                           | Ranuccio II Farnese                                 |  |  |       |  |  |                    |  |  |                   |  |
|                                       |                        | Odoardo II Farnese                           | Isabella d'Este                                     |  |  |       |  |  |                    |  |  |                   |  |
| Elisabetta Farnese                    |                        | Odoardo II Farnese                           |                                                     |  |  |       |  |  |                    |  |  |                   |  |
|                                       |                        | Dorotea Sofia di Neuburg                     | Filippo Guglielmo del Palatinato                    |  |  |       |  |  |                    |  |  |                   |  |
|                                       |                        | Dorotea Sofia di Neuburg                     | Filippo Guglielmo del Palatinato                    |  |  |       |  |  |                    |  |  |                   |  |
|                                       |                        | Dorotea Sofia di Neuburg                     | Elisabetta Amalia d'Assia-Darmstadt                 |  |  |       |  |  |                    |  |  |                   |  |
|                                       |                        | Dorotea Sofia di Neuburg                     |                                                     |  |  |       |  |  |                    |  |  |                   |  |